# Бял слон
Белият слон (още слон албинос) е рядък вид слон, но не е отделен вид. В индуистките пурани бог Индра има бял слон. Въпреки че често се изобразяват като снежнобели, кожата им обикновено е меко червеникаво-кафява, превръщаща се в светлорозова, когато е мокра. Имат светли мигли и нокти на краката. Традиционният „бял слон“ обикновено е погрешно разбран като албинос, но тайландският термин chang samkhan, всъщност се превежда като „благоприятен слон“, като „бял“ по отношение на аспект на чистота.
Белите слонове са само номинално бели. От тези, които понастоящем се държат от бирманските владетели – генерал Тан Шве смята себе си за наследник на бирманските крале – единият е сив, а останалите три са розови, но официално всички са бели. Кралят на Тайланд също държи редица бели слонове, единайсет от които все още са живи. Бившият вицепрезидент на САЩ Спиро Агню веднъж подарява бял слон на краля Нородом Сианук от Камбоджа.